# Альварес Уоллас, Агустин
Агусти́н А́льварес Уо́ллас (исп. Agustín Álvarez Wallace; род. 20 апреля 2001, Монтевидео) — уругвайский футболист, полузащитник клуба «Атлетико Насьональ».

## Клубная карьера
Альварес — воспитанник клуба «Пеньяроль». 27 июля 2019 года в матче против «Данубио» он дебютировал в уругвайской Примере. В 2021 году Альварес помог клубу выиграть чемпионат.
В начале 2023 года Альварес перешёл в «Монтевидео Сити Торке».
В январе 2024 года Альварес был арендован колумбийским клубом «Атлетико Насьональ».

## Достижения
«Пеньяроль»
- Победитель уругвайской Примеры — 2021
- Обладатель Суперкубка Уругвая — 2022